# SM-milen
SM-milen är en löpartävling som sprungits sedan 2014 i Svensk Friidrotts regi.

## Historik
Innan loppet grundades hade det inte funnits något millopp på landsväg med SM-status. Loppet är öppet för alla, och alla deltagare som representerar en förening ansluten till Friidrottsförbundet tävlar om SM-medaljerna.
Tävlingen gick 2014-2015 i Malmö i samarbete med lokala friidrottsföreningarna Malmö AI, Heleneholms IF, IK Pallas och Friskis & Svettis. Banan gick 2014-2015 genom de centrala delarna av Malmö, förbi kända landmärken som Pildammsparken, Gustaf Adolfs Torg, Stortorget, Stadshuset och Malmöhus. Arrangörerna beskrev banan som mycket flack. Första året var banan inte kontrollmätt efter en omläggning och rekordtiderna ströks sedan det upptäckts att banan varit 64 meter för kort.
2016-2019 arrangerades tävlingen i Stockholm, med Hässelby SK och Spårvägens FK som lokala partners.. Tävlingen kallades då STHLM 10 med SM-milen och banan sträckte sig vanligtvis runt Riddarfjärden. STHLM 10 var dessutom en del av STHLM Challenge, vilken är en serie av fyra lopp varje år.
2020 medförde Covid-19-pandemin att STHLM 10 inställdes. I stället genomfördes SM-milen i småländska Anderstorp den 10 oktober innanför stängda grindar men med mer än 200 löpare. Även 2021 genomfördes SM-milen i Anderstorp.
2022 blev SM-milen återigen en del av STHLM 10 med en bana runt Riddarfjärden.
2023 flyttades tävlingen till Ystad och genomfördes den 23 april i Ystads sandskog.

## Segrare
- 2014 Ababa Lama och Frida Lundén
- 2015 Abraham Adhanom och Isabellah Andersson
- 2016 Abraham Adhanom och Maria Larsson
- 2017 Robel Fsiha och Lisa Ring
- 2018 Napoleon Solomon och Hanna Lindholm
- 2019 Robel Fsiha och Charlotta Fougberg
- 2020 Samuel Tsegay och Meraf Bahta
- 2021 Jonas Glans och Anastasia Denisova
- 2022 Samuel Russom och Anastasia Denisova
- 2023 Samuel Russom och Carolina Wikström